# حوارية ذاتية

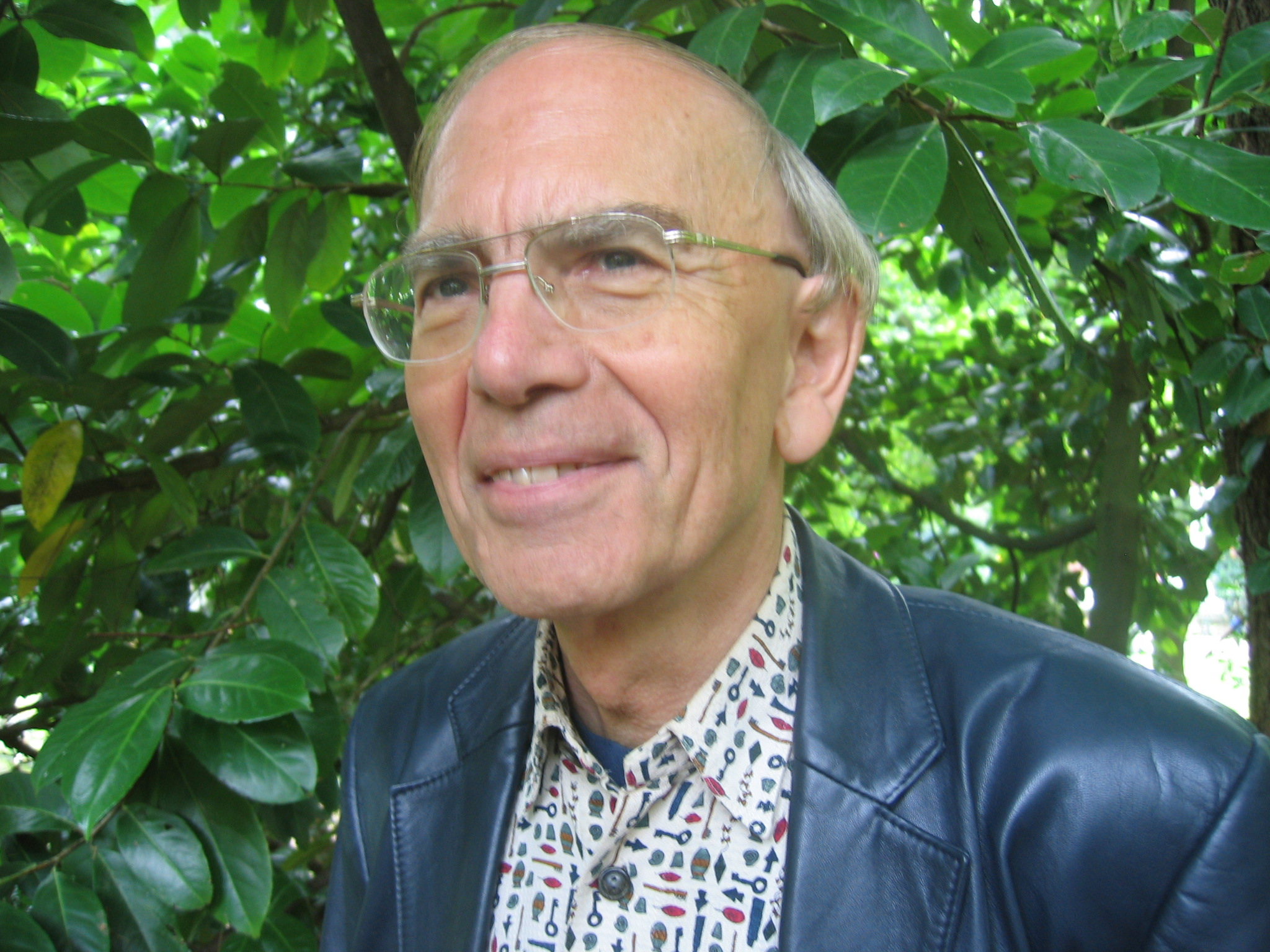
هوبير هيرمانس أول من نشر مقالات عن "الحوارية الذاتية" في عام 1992.

الحوارية الذاتية هي مفهوم في علم النفس يصف قدرة العقل على تخيل الحوار الفكري الداخلي الذي يقوم به عقل المشاركين في حوار، وذلك بناء على الحوار الخارجي الذي يقومون به. مفهوم «الحوارالذاتي» هي المفهوم الرئيسي في نظرية الحوارية الذاتية، التي طرحها واعدها عالم النفس الهولندي هوبير هيرمانز في التسعينيات من القرن العشرين.

## نظرة عامة

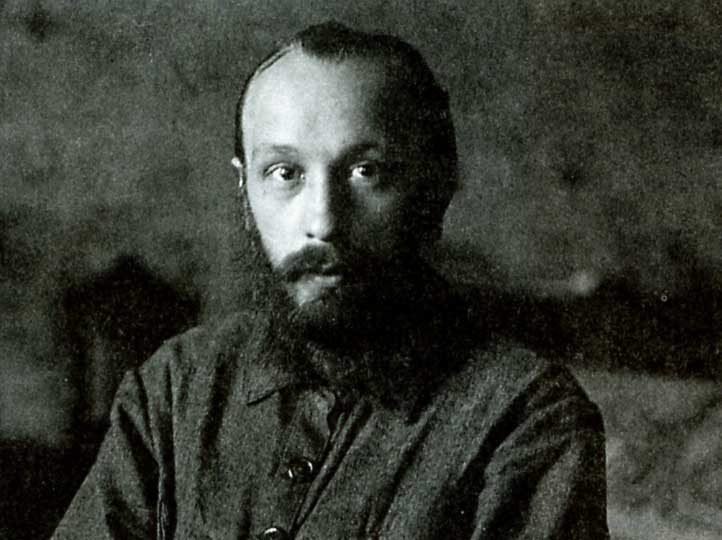
ميخائيل باختين (1920)

تقوم نظرية الحوار الذاتي بنسج مفهومين معا هما الذات والحوار بطريقة تحقق فهمًا أكثر عمقًا للترابط بين الذات مع المجتمع. عادة، يشير مفهوم الذات لشيء ما «داخلي»، أي العملية الفكرية التي تجري داخل ذهن الفرد، في رتبط الحوار مع شيء «خارجي»، أي والعمليات التي تحدث بين الأشخاص الذين يشاركون في التواصل.
يتجاوز المفهوم المركب «للذات الحوارية» الانقسام الثنائي بين «للذات» و«الأخر» وذلك عن طريق غرس «الخارج» في «الداخل»، وفي إدخال «الداخل» في «الخارج». نظرًا لكونه يعمل «كمجتمع للعقل»،  يتم تعبئة العقل الذاتي بكل «المواقف الذاتية» المتعددة التي تقوم بربط العلاقات الحوارية مع بعضها البعض.

تعتبر نظرية الحوار الذاتي أن «الذات» هي «ممتدة»، أي يجب دمج الأفراد والجماعات في المجتمع الكبير كعناصر في المجتمع المصغر للذات. لذلك، نتيجة لهذا الامتداد، لا تشمل الذات المواقف الداخلية فقط (على سبيل المثال، أنا كابن لوالدتي، وأنا كمدرس، وأنا كمحب لموسيقى الجاز)، ولكن تشمل أيضًا مناصب خارجية (على سبيل المثال، والدي، تلاميذي، المجموعات التي أنتمي إليها). 

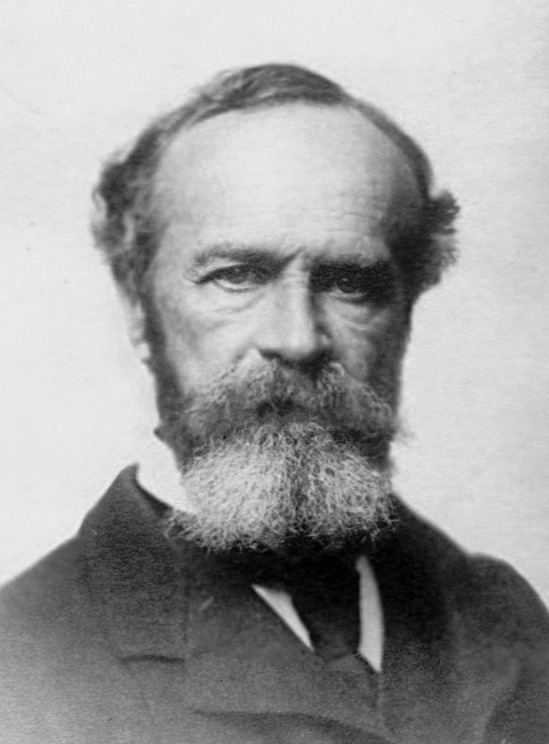
اقترح وليام جيمس (1890) التمييز بين أنا وأنا.

بالنظر إلى الافتراض الأساسي للنفس الممتدة، فإن «الآخر» ليس ببساطة خارج الذات بل جزءًا جوهريًا منها. لا يوجد الآخر الفعلي خارج النفس فحسب، بل هناك الآخر المتخيل الذي يتجسد كآخر في الذات. التضمين النظري المهم هو أن العمليات الأساسية، مثل التضارب الذاتي، والنقد الذاتي، والاتفاقيات الذاتية، والاستشارات الذاتية، تحدث في مجالات مختلفة في النفس: داخل المجال الداخلي (على سبيل المثال، «كمتعة للحياة أنا لا أتفق مع نفسي كعامل طموح»)؛ بين المجال الداخلي والخارجي الموسع (على سبيل المثال، «أريد أن أفعل ذلك ولكن صوت والدتي بنفسي ينتقدني») وداخل المجال الخارجي (على سبيل المثال، «الطريقة التي يتفاعل بها زملائي مع بعضهم البعض قد أدت بي أن تقرر وظيفة أخرى»).
كما توضح هذه الأمثلة لا يوجد فصل حاد بين الذات الداخلية والعالم الخارجي، بل هناك انتقال تدريجي. تفترض النظرية أن الذات، كمجتمع للعقل، يتم ملؤها بواسطة المواقف الذاتية الداخلية والخارجية. عندما تكون بعض المواقف في صمت الذات أو تقمع المواقف الأخرى، تسود العلاقات الأحادية. في المقابل، عندما يتم التعرف على المواقف وقبولها في خلافاتها ومتغيراتها (سواء داخل المجالين الداخلي والخارجي للنفس أو فيما بينهما)، تظهر العلاقات الحوارية مع إمكانية زيادة تطوير وتجديد الذات والآخر كأجزاء مركزية في المجتمع ككل.

## روابط خارجية
- موقع هوبير هيرمانز
- موقع الجمعية الدولية لعلوم الحوار
- المجلة الدولية لعلوم الحوار[وصلة مكسورة]
- المؤتمر الدولي الأول للحوار الذاتي نسخة محفوظة 23 سبتمبر 2005 على موقع واي باك مشين.
- المؤتمر الدولي الخامس للحوار الذاتي
- المؤتمر الدولي السادس للحوار الذاتي نسخة محفوظة 20 أبريل 2009 على موقع واي باك مشين.
- المؤتمر الدولي التاسع للحوار الذاتي